# GFRIEND
GFRIEND（韓語：여자친구）是韓國SOURCE MUSIC於2015年推出的六人女子音樂團體，
成員包括所願、睿隣、銀河、裕株、信飛及嚴智，由所願擔任隊長。2015年1月16日在KBS《Music Bank》正式出道。2021年無預警情況下宣布全員不續約。2025年以十週年紀念專輯《Season of Memories》宣布回歸。

## 成員資料
| 成員  | 成員 | 成員 | 成員     | 成員            | 成員                                       | 成員      | 成員         | 成員         | 成員           |
| 藝名  | 藝名 | 藝名 | 藝名     | 本名            | 出生日期及地點                             | 隊内擔當  | 演唱會小分隊 | 演唱會小分隊 | 簽約公司       |
| 英文  | 中文 | 韓文 | 日文     | 原文            | 出生日期及地點                             | 隊内擔當  | World Peace  | Hug Hug      | 簽約公司       |
| ----- | ---- | ---- | -------- | --------------- | ------------------------------------------ | --------- | ------------ | ------------ | -------------- |
| Sowon | 所願 |      | ソウォン | ／ Kim So Jeong | 1995年12月7日 南韓首爾特別市恩平區津寬洞   | 隊長 副唱 |              |              | 不適用         |
| Yerin | 睿隣 |      | イェリン | ／ Jung Ye Rin  | 1996年8月19日 南韓首爾特別市               | 領舞 副唱 |              |              | A-SIDE COMPANY |
| Eunha | 銀河 |      | ウナ     | ／ Jung Eun Bi  | 1997年5月30日 南韓首爾特別市衿川區         | 領唱      |              |              | BPM娛樂        |
| Yuju  | 裕株 |      | ユジュ   | ／ Choi Yu Na   | 1997年10月4日 南韓京畿道高陽市德陽區花井洞 | 主唱      |              |              | AT AREA        |
| SinB  | 信飛 |      | シンビ   | ／ Hwang Eun Bi | 1998年6月3日 南韓忠清北道清州市粉坪洞      | 主舞 副唱 |              |              | BPM娛樂        |
| Umji  | 嚴智 |      | オムジ   | ／ Kim Ye Won   | 1998年8月19日 南韓仁川廣域市延壽區松島洞   | 副唱 忙内 |              |              | BPM娛樂        |

### 成員變遷表
- 紅線：暫停參與團體活動。
- 2018年5月，Sowon因適逢父親變故，暫停活動一個月。
- 2018年11月，Yuju由官方宣布將缺席11月行程，並於12月回歸團體活動。
- 2021年5月22日後，全員約滿離開SOURCE MUSIC。
- 2025年1月5日起，全員為團隊出道十週年展開相關活動。

### 韓國音樂著作權協會之登記編號
| 成員        | 登記名稱 | 登記編號 | 曲目列表 |
| ----------- | -------- | -------- | -------- |
| 所愿(Sowon) | 소원     | 10022149 | [ 9 ]    |
| 睿隣(Yerin) | 예린     | 10022150 | [ 10 ]   |
| 银河(Eunha) | 은하     | 10022151 | [ 11 ]   |
| 裕株(Yuju)  | 유주     | 10022152 | [ 12 ]   |
| 信飞(SinB)  | 신비     | 10022153 | [ 13 ]   |
| 严智(Umji)  | 엄지     | 10022154 | [ 14 ]   |

## 發展歷程

### 出道前
2014年10月30日，SOURCE MUSIC宣佈將於11月推出一组六人女團，并於同日公开其中4位成員，分別是Sowon、Yerin、SinB和Umji；而原定出道日期為2014年11月20日，但因事故延迟至2015年。公司随后透過官網公佈出道日期以及其餘2位成員，分别是Yuju和Eunha；而公司原先計劃GFRIEND為七人組合，但由於有2位成員選擇離開，随後追加了1人，因此最终以六人女團形式出道。出道前，團體名稱差點命名為「世界和平」和「HUG HUG」。

### 2015年
韩语迷你一輯“校園”系列首部曲《Season of Glass》

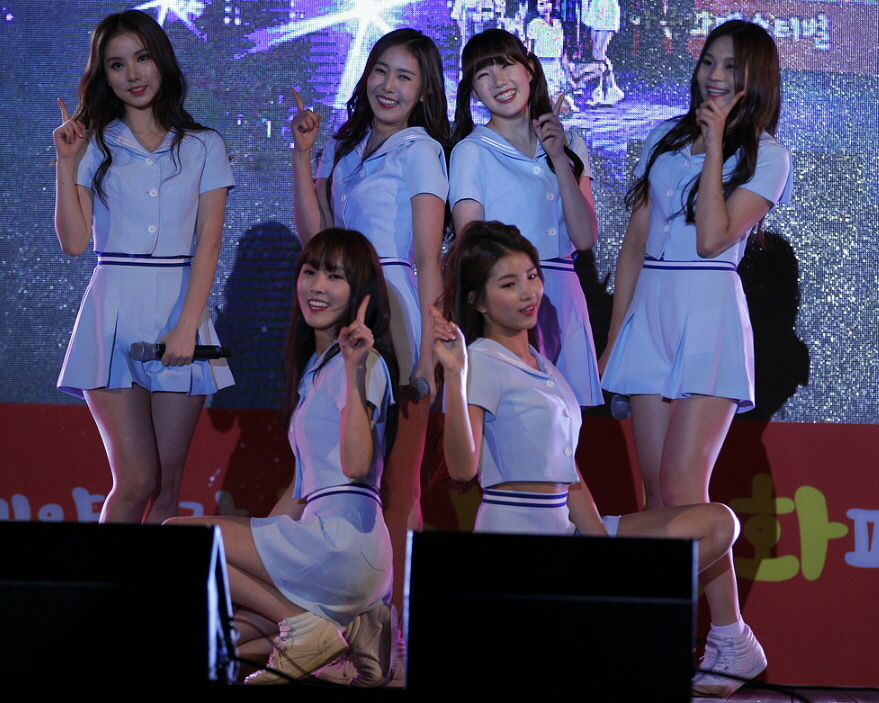
GFRIEND在10月24日於仁川举行的俄罗斯文化节庆典上表演

1月15日，推出首張迷你專輯《Season of Glass》，出道曲爲〈유리구슬 (Glass Bead)〉。隔日，通过《音乐银行》帶來首個舞台後正式出道，宣傳期間登上《THE SHOW》的一位候補。1月22日，英國通讯社Reuters和美国NBC News評價GFRIEND為「K-POP的可造之材」。1月28日，被美國杂志Billboard選為「2015年最值得矚目的五大K-POP藝人」之一。该名单是以榜單成績、粉絲期待、YouTube浏覽次數和業內人士評價等作爲标准所评选而出，Billboard稱GFRIEND是「久違的讓人想起少女時代出道表演的女子組合」，並預測她们以主打清純經典魅力的形象，將推翻2014年的性感趨勢，爲2015年開創全新的流行趨勢。
韩语迷你二辑“校園”系列二部曲《Flower Bud》
7月13日，官方宣佈將於7月23日携迷你二輯《Flower Bud》回歸歌坛。7月23日，发行第二張迷你專輯《Flower Bud》，主打歌爲〈오늘부터 우리는 (Me Gustas Tu)〉，宣傳期間先后登上《THE SHOW》和《Show Champion》的一位候補。9月5日，參加江原道SBS廣播節目現場演出時，戶外舞台因當天下雨過後而溼滑；成员们在表演途中重心不稳而摔倒不断，但她们仍堅持至表演結束。相关影片在網路上傳播後得到了世界各地網友稱讚成員们敬業，成员Yuju事后表示手指骨折了。事件亦受到全球媒體關注，英國《每日郵報》和美國《時代雜誌》皆有報導，並對成员们敬業的態度給予了讚賞；〈Me Gustas Tu〉随后在韩国各大音源榜出现上升趋势，甚至占据榜单Top 10，成功实现了逆袭；並於9月20日在《人氣歌謠》成为一位候补；更連續63週登上MelOn榜单Top 100，累计437天，成為上榜時間最長的女团歌曲。9月17日，與B1A4、防彈少年團、GOT7和VIXX獲提名為第22届MTV歐洲音樂大獎最佳韓國藝人。

### 2016年
韩语迷你三輯“校園”系列三部曲《Snowflake》、初一位
1月14日，官方宣布將於1月25日携迷你三輯《Snowflake》回归歌坛。1月25日，发行第三張迷你專輯《Snowflake》，主打歌為〈시간을 달려서 (Rough)〉；官方粉絲名Buddy於出道以来首次舉辦的回歸Showcase中正式公布。該曲空降韓國八大音源榜單前三位，而該專輯也首次登上美國告示牌全球專輯榜，位居第10名。2月2日，GFRIEND出道第383天，於《韓秀榜》獲得首個音樂節目一位。該曲先後分别於2月6日和7日在韓國八大音源榜單達成「All-Kill」和「Perfect All-Kill」，PAK總計66小時；為韓國樂壇史上第五組達成PAK的團體。

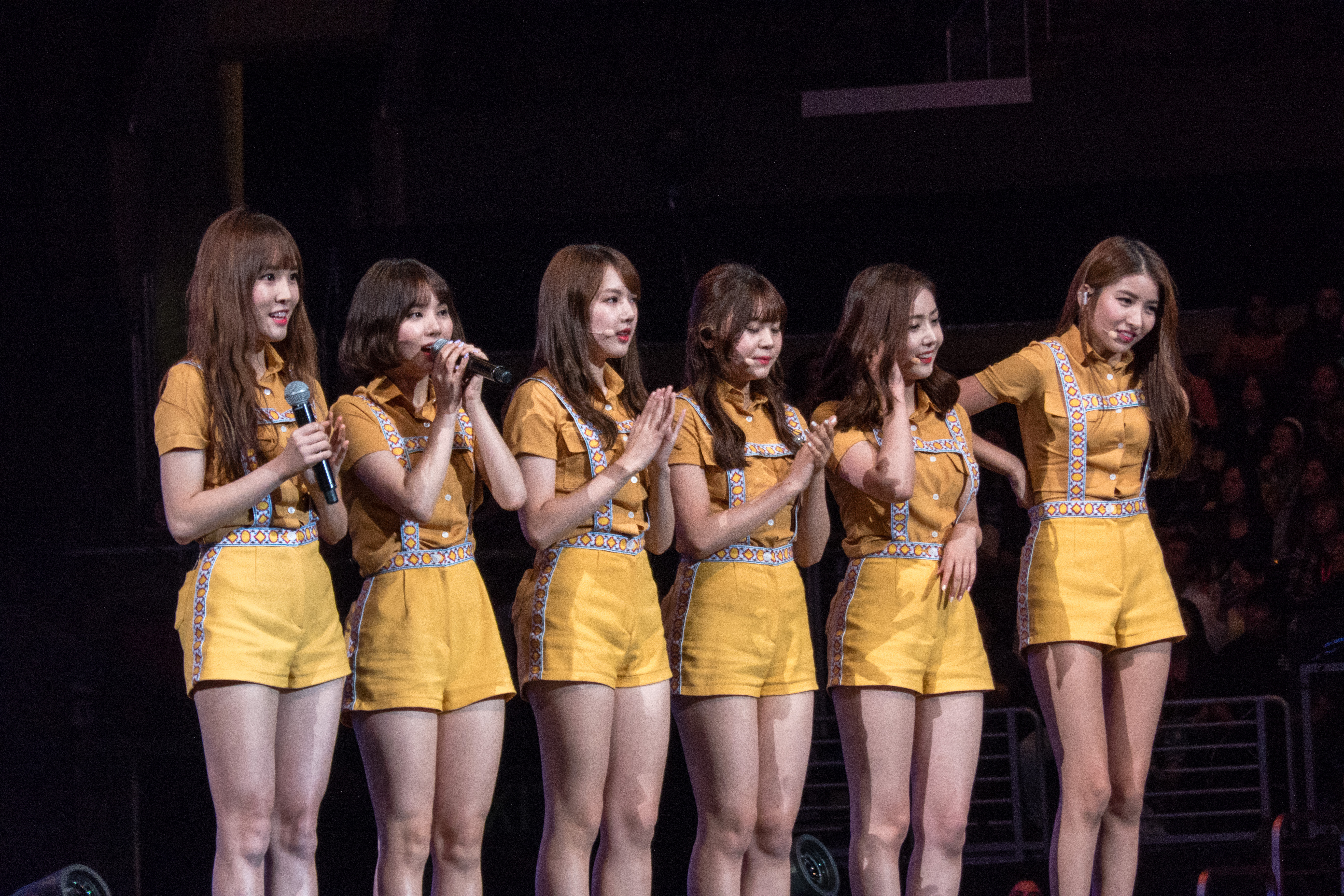
GFRIEND在7月30日於洛杉矶举行的KCON 2016上表演

2月11日，官方粉絲俱樂部時隔1年5個月突破3萬人，成為最短時間达成该记录的女團。3月13日，於《人氣歌謠》进行表演舞台后，累计为十五冠王，在女团單曲記錄上僅次於拿下17座冠軍的Apink〈LUV〉。截至4月3日，〈Rough〉蟬聯MelOn音源榜首總計488小時。韩国综合榜单Gaon Chart公布，该曲首次获得三项排行榜的周次冠军；在數位综合和下载榜连续兩週夺冠，更蝉联串流播放榜四週冠军；在二月份榜單成為雙冠王（综合、串流）；並在上半年数据结算后荣登三榜冠军。
韩语正規一輯《L.O.L》、女團单年史上最多冠军紀錄
6月29日，官方宣布將於7月11日發行正規一輯《L.O.L》回归歌坛。7月7日，该专輯全球預購量突破6萬张。7月11日，推出首張正規專輯《L.O.L》，主打歌爲〈너 그리고 나 (NAVILLERA)〉。该曲随即在韓國八大音源榜單達成「All-Kill」，更连续三週摘下Gaon數位下载榜冠军，而该专辑也登上美國告示牌全球專輯榜第7名。自7月19日於《韓秀榜》拿下〈NAVILLERA〉初一位起，累计为十四冠王。GFRIEND憑藉2首主打歌累計共獲29座冠軍，成为2016年获得最多音乐节目一位的歌手，在韩国樂壇單年記錄上僅次於2015年憑藉4首歌曲拿下32座冠軍的EXO。

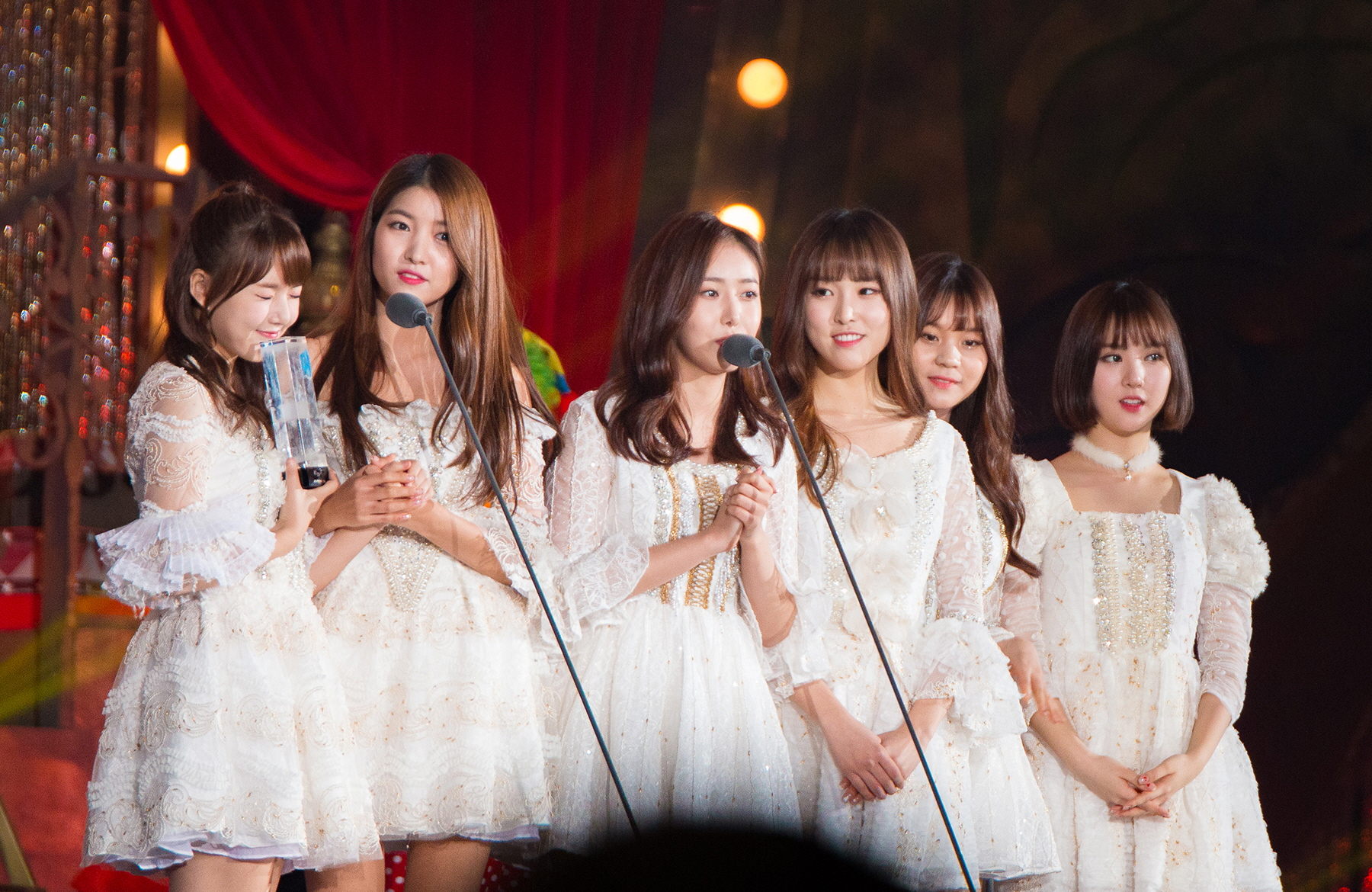
GFRIEND在11月19日於第8届甜瓜音乐奖颁奖典礼上领奖

9月3日，4日和10月1日，分别於新加坡、马尼拉以及台湾举办《L.O.L Showcase》海外场次。10月5日，成員Umji因左侧大腿缝匠肌挫伤而暫時缺席活動。11月3日，成員SinB在公演时中途暈倒，被送往医院检查后身体已无大碍，公司事后向粉丝们代报平安。〈Rough〉荣登2016年度Gaon Chart数位下载榜冠军，在数位综合榜和串流播放榜则摘下季军；〈NAVILLERA〉登上三大榜單前三十位；该两首歌曲也於「2016年最受韓国民眾欢迎的十大K-POP MV」榜单中分别摘下亚军和第10名。根据韩国Gaon Chart於12月15日所发布的女團音源销量排行榜单，GFRIEND在音源销售榜荣获冠军宝座，在專輯銷量榜位居第四，综合成绩排行2016年度女团总亚军。

### 2017年
韩语迷你四辑《The Awakening》
1月7日，登上第8回台湾超級巨星紅白藝能大賞。1月13日，獲頒第32屆金唱片獎本赏。1月19日，獲頒第26届首爾歌謠大賞本赏。2月22日，獲頒第6届Gaon Chart K-POP大賞音源部門1月年度歌手獎。2月23日，官方宣布將於3月6日带着迷你四輯回歸。3月5日，该专輯全球預購量突破10萬張。隔日，发行第四张迷你专辑《The Awakening》，主打歌爲〈FINGERTIP〉。该曲随即登上Genie、Olleh Music及Bugs三榜冠軍寶座，而该专辑也登上美國告示牌全球專輯榜第5名，成为她们出道至今在该榜取得最高名次的专辑。自3月14日於《THE SHOW》拿下〈FINGERTIP〉初一位起，共累积两冠王。此次回歸不僅在韓國備受好評，美國Billboard更盛讚GFRIEND爲「K-POP當前最出眾的年輕女團之一」。
首次粉丝见面会和海外迷你演唱會

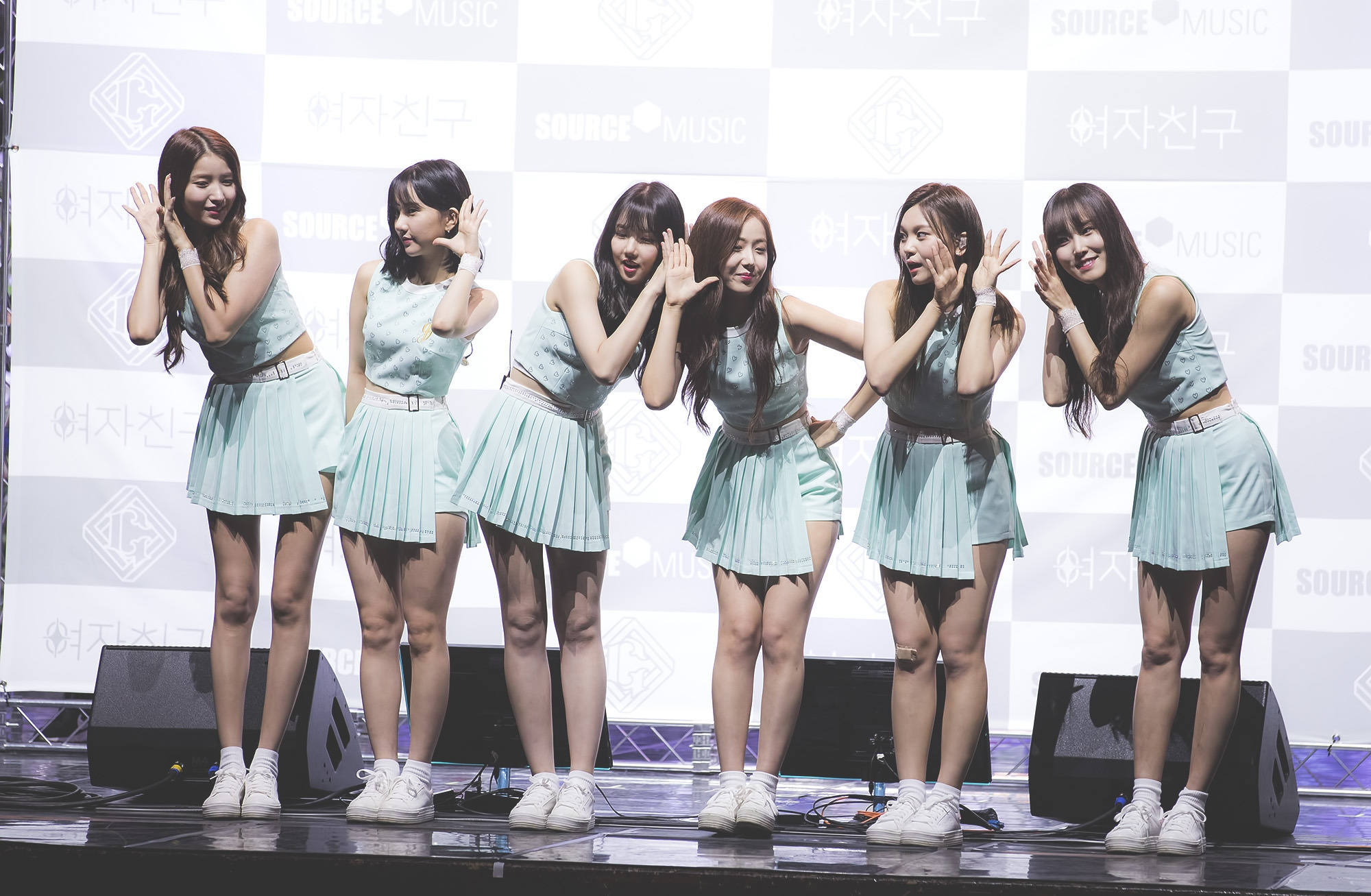
GFRIEND在8月1日於迷你五輯《PARALLEL》Showcase现场

3月15日，公开官方應援棒「GLASS MARBLE STICK」。4月2日和8日，分別於首爾奧林匹克大廳和泰國曼谷舉行首次粉丝見面會「Dear. Buddy」。7月9日和16日，分別於台北和香港舉行首次迷你演唱會「GFRIEND 1st Mini Concert」。
韩语迷你五辑《PARALLEL》
7月20日，官方宣布將於8月1日携迷你五輯《PARALLEL》回歸歌坛。8月1日，发行第五張迷你專輯《PARALLEL》，主打歌爲〈귀를 기울이면 (LOVE WHISPER)〉。该曲登上MelOn、Naver、Bugs等六个音源网站实时榜首，而该专辑也登上美國告示牌世界專輯榜第10名。自8月8日於《THE SHOW》取得〈LOVE WHISPER〉初一位起，共累积四冠王。8月27日，成员Yuju因急性肠胃炎而中途缺席签名会。
韩语改版专辑《Rainbow》
8月31日，官方宣布将於9月13日發行迷你五輯后续专辑《Rainbow》。9月9日，在赶往仁川INK演唱会途中发生交通意外，成员们被立即送往医院检查，晚间演唱会确定无法出席。SOURCE MUSIC於隔日发表公开声明，表示除了Yerin右手小指扭伤，经纪人和其他成员则是轻微擦伤，全员将如期爲新专辑展开宣傳活動；此次事故起因是由于经纪人在变换车道时不够仔细，並对造成该地区交通不便、车祸受害车主以及歌迷们致歉。9月13日，推出首张改版專輯《Rainbow》，主打歌為〈여름비 (Summer Rain)〉。自9月18日於《THE SHOW》拿下〈Summer Rain〉初一位起，共累积两冠王。11月12日，獲頒第24届MTV歐洲音樂大獎（MTV Europe Music Awards）最佳韓國藝人獎（Best Korean Act），為2013年設立此項以來首个得獎的女團。

### 2018年
首次單獨暨巡迴演唱會
1月6日及7日，於首爾奧林匹克大廳舉行首次單獨演唱會「Season of GFRIEND」，接着于台湾、菲律賓和香港举行巡回演唱会。1月10日，於第32届金唱片奖獲頒最佳女子團體獎。2月23日，与日本知名唱片製作公司KING RECORDS簽訂合約，並宣布將于5月發行日本出道專輯。3月16日，日本時尚娛樂網站ModelPress報道，GFRIEND將於5月23日发行《今天開始的我們～GFRIEND 1st BEST》。4月13日，官方宣布将於4月30日携新专輯回归歌坛。4月17日，於第13届Soompi Awards榮獲最佳女子團體。4月26日，公開官方應援色。

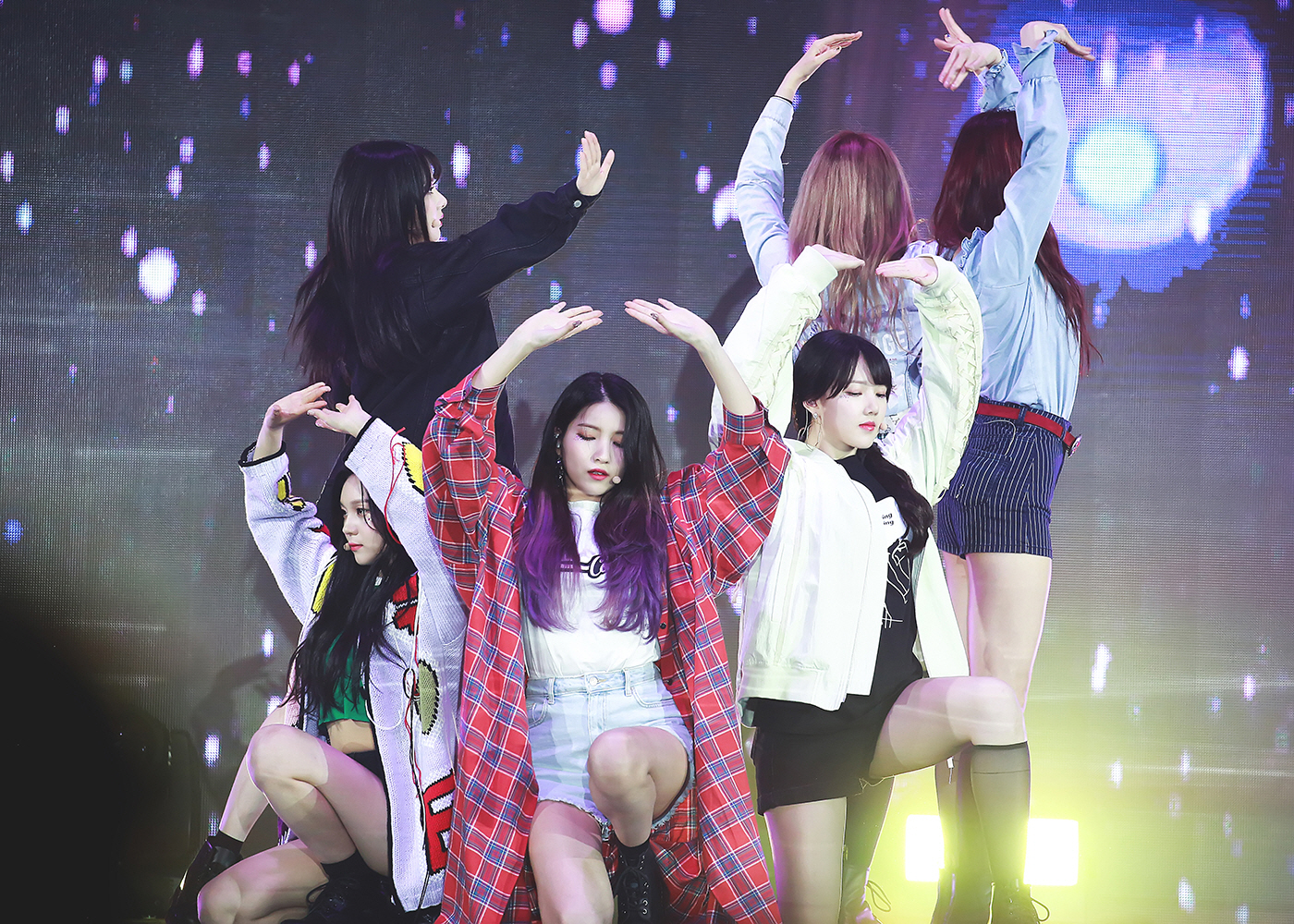
於5月6日在第13届亚洲模特奬颁奖典礼上表演的GFRIEND

韩语迷你六辑《Time For The Moon Night》
4月30日，发行第六张迷你专辑《Time For The Moon Night》及主打歌〈밤 (Time for the moon night)〉。MV公開66小時后突破千萬點擊量，而该专辑也登上美國告示牌世界專輯榜第6名。自5月8日於《THE SHOW》取得〈Time for the moon night〉初一位起，累计为十冠王；亦出道以来首次横扫六台音樂節目冠軍並達成「All-Kill」，成为2018年首个实现音乐节目大满贯的主人公。5月17日，该曲發行後時隔17天成功逆行，於韩国时间晚上11时整取得MelOn榜單1位的佳绩；並於隔日登上MelOn、Bugs、Naver三榜冠军宝座，在Genie、Mnet、Olleh Music及Monkey3则摘下亚军。
日本出道、日语精選專輯《今天開始的我們～GFRIEND 1st BEST》
5月23日，推出首張精選日語專輯《今天開始的我們～GFRIEND 1st BEST》，主打歌为日文版〈Me Gustas Tu〉，在东京举行出道Showcase后正式進軍日本歌壇。根据日本权威榜单Oricon公信榜显示，该专辑首周銷量达到13,157张，并连续四周上榜。6月20日，被委任為日本動畫電影《于離別之朝束起約定之花》的韓國形象宣傳大使。
韩语夏日迷你專輯《Sunny Summer》
7月5日，官方宣布將於7月19日带着夏日迷你專輯回歸。7月19日，發行夏日迷你專輯《Sunny Summer》及主打歌〈여름여름해 (Sunny Summer)〉。该曲爲她们第一首将所有成員名字都寫進歌詞的歌曲，而該专辑也登上美国告示牌世界專輯榜第13名。
日语首张单曲《Memoria/夜(Time for the moon night)》
8月2日和5日，分别於大阪及東京举行首次日本單獨演唱会「SUMMER LIVE IN JAPAN 2018」。9月8日及9日，於首爾奧林匹克SK手球競技場舉行安可演唱會「Season of GFRIEND－ENCORE」后，首次巡回演唱会成功圓滿落幕，总计动员2万6千名观众。10月10日，推出首張日文單曲《Memoria/夜(Time for the moon night)》。12月1日，憑藉〈Time For The Moon Night〉於第10届甜瓜音乐奖荣获最佳音樂錄影帶獎。12月18日，被委任为“2018年韩国贸易中心COEX冬季庆典”宣传大使。12月24日，官方宣布將於1月14日携正規二輯《Time for us》回归歌坛；而这也是GFRIEND繼2016年7月發行正規一輯《L.O.L》後，時隔兩年半再次推出正規專輯。12月29日，官方粉丝团正式突破100,000人，爲史上第四组达成该里程碑的女子组合。

### 2019年
韩语正规二辑《Time For Us》
1月5日，於第33屆金唱片獎獲頒最佳女子團體獎。1月14日，发行第二张正规专辑《Time for us》，主打歌爲〈해야 (Sunrise)〉。该曲随即登上Bugs、Soribada及Naver三榜冠軍寶座，並登上10個地区iTunes歌曲榜前十位。《Time for us》登上美国告示牌世界專輯榜第12名；於9個國家地区摘下iTunes專輯榜冠军，並位居“Social 50榜”第29名。隔日，於第28屆首爾歌謠大賞獲頒最佳舞蹈表演獎。自1月22日於《THE SHOW》取得〈Sunrise〉初一位起，累计为六冠王；亦连续两年達成六台音樂節目冠軍「All-Kill」，成为2019年首个实现音樂節目大满贯的主人公。

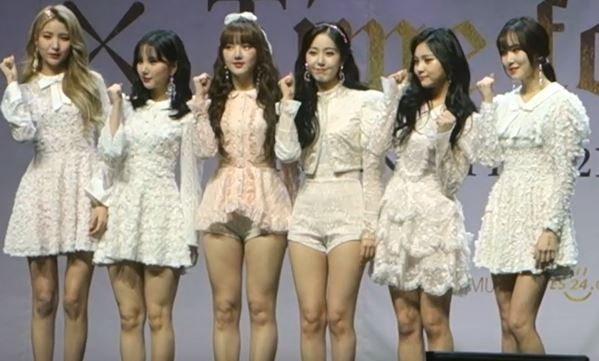
於1月14日在正规二辑《Time For Us》Showcase的GFRIEND

日语第二張單曲《SUNRISE》和第三張單曲《FLOWER》
2月9日，公开日本手灯。隔日，於首爾奧林匹克大廳舉行第二次粉丝見面會「Dear. Buddy - Cross the Sunset」。2月13日，推出第二張日文單曲《SUNRISE》。2月26日，日本金唱片大奖主办方公布第33届得奖名单，GFRIEND获得亚洲部门的“三大最佳新人”奖项。3月3日起至21日，於大阪、名古屋和东京举行首次日本巡回演唱会「SPRING TOUR 2019 BLOOM」。3月13日，推出第三張日文單曲《FLOWER》。4月24日，於第1届The Fact Music Awards荣获年度艺人赏；公開第二代應援棒「NIGHT SKY STICK」。4月25日，發行首本写真书《GFRIEND THE 1ST PHOTOBOOK》。
亞洲巡迴
5月18日及19日，於首爾奧林匹克SK手球競技場舉行第二次亞洲巡迴演唱會「GO GO GFRIEND!」，接着於吉隆坡、新加坡、曼谷、雅加達、馬尼拉、台灣和日本橫濱展开演唱會后圆满落幕，总计动员4万8千名观众；隊長Sowon透露，出道曲原是演唱會上小分隊的表演曲目，後來才改爲〈Glass Bead〉一曲出道。5月23日，官方频道所公開的「Back To The Past」特別系列以演唱會小分隊的表演视频作爲整个企劃的結尾。6月7日，与日本乐团Sonar Pocket推出合作单曲〈Oh difficult〉。
韩语迷你七輯《Fever Season》
6月10日，官方宣布將於7月1日携迷你七輯《Fever Season》回归歌坛。7月1日，发行第七張迷你專輯《Fever Season》，主打歌为〈열대야 (Fever)〉。《Fever Season》登上美国告示牌世界专辑榜第10名，而这也是她們出道以来第八张打入该榜單的专辑；与出道作《Season of Glass》相比首週實體銷量成长一百倍。自7月9日于《THE SHOW》拿下〈Fever〉初一位起，累计为六冠王；亦生涯第三次達成六台音樂節目冠軍「All-Kill」。
日语正规一辑《Fallin' Light》
7月29日，所屬經紀公司SOURCE MUSIC被Big Hit娛樂宣布收購后，正式成为Big Hit娛樂旗下的子公司；现有管理层将繼續留任，在經營上繼續維持該品牌的色彩及獨立性。8月12日，開設Weverse專屬平台。11月13日，推出首張日语正規專輯《Fallin' Light》，其中收錄了四首全新日文原创單曲。

### 2020年
韩语迷你八辑“回”系列首部曲《回：LABYRINTH》、序章「A Tale of the Glass Bead: Previous Story」
1月11日，於涩谷舉行首次日本粉絲見面會「MY BUDDY」。1月16日，官方宣布將於2月3日發行全新迷你專輯《回：LABYRINTH》；此次回歸是GFRIEND在所屬公司SOURCE MUSIC加入Big Hit娛樂旗下后推出的首張作品。1月18日，於首爾奥林匹克大廳舉行第三次粉絲見面會「Dear. Buddy - Make a Wish」。2月3日，推出第八張迷你專輯《回：LABYRINTH》，主打歌爲〈교차로 (Crossroads)〉。该曲随即登上Bugs、Soribada和VIBE实时榜首，其他收錄曲也全部打入音源榜单中，顯示出新專輯的高完成度；该专辑於11个国家地区登上iTunes专辑榜冠军，並摘下iTunes世界專輯榜季军。自2月11日於《THE SHOW》拿下〈Crossroads〉初一位起，共累积七冠王；而原訂2月23日舉行的粉絲見面會，因新冠肺炎疫情惡化而臨時取消，延期舉行。
韩语迷你九辑“回”系列二部曲《回：Song of the Sirens》、蝴蝶效應「A Tale of the Glass Bead: Butterfly Effect」
4月17日，推出专属綜藝節目《GFRIEND's MEMORIA》。6月1日，開設個人Instagram帳號。6月15日，推出手机游戏“SuperStar GFRIEND”。6月17日，官方宣布將於7月13日發行全新迷你專輯《回：Song of the Sirens》。據相關报导透露，此次回歸將看见GFRIEND對改變的渴望以及從未展現的全新面貌，成员们歷代級的變化也令拍摄現場工作人員十分震驚。7月13日，推出第九張迷你專輯《回：Song of the Sirens》，主打歌爲〈Apple〉。该曲登上Bugs实时榜首，在Genie和MelOn也占据上位圈；回歸标签在全世界推特实时趋势包揽冠亚；该专辑於5個國家地区登上iTunes專輯榜冠軍，位居21个國家与地區第二，并摘下iTunes世界專輯榜亞軍。7月15日，成员Yerin因急性腸胃炎而缺席電台活動。自7月21日於《THE SHOW》取得〈Apple〉初一位起，共累积三冠王。
韩语正规三辑“回”系列三部曲《回：Walpurgis Night》、線上演唱會「GFRIEND C:ON」、首次回歸秀「回: Walpurgis Night」
8月13日，獲頒第4届Soribada最佳音樂大獎本賞。10月12日，官方宣布將於11月9日發行正規三輯《回：Walpurgis Night》，繼2017年後再次於同年度進行三次回歸。10月31日，举办線上演唱會並搶先公開新專輯的曲目和舞台。11月9日，推出第三張正規專輯《回：Walpurgis Night》，主打歌爲〈MAGO〉。该曲登上Genie和Bugs实时榜首及7个地区iTunes歌曲榜冠军，並获得iTunes世界歌曲榜第17名；在美国告示牌“世界数位歌曲畅销榜”和“Social 50榜”则位居第17名和第19名；该专辑登上7個國家地区iTunes專輯榜冠軍，并获得iTunes世界專輯榜第6名。11月10日，成員Eunha因患角膜炎而缺席三天行程。自11月17日於《THE SHOW》拿下〈MAGO〉初一位起，共累积两冠王。12月13日，成员Umji因腿部肌肉受傷而暫时缺席活動。連續三次回归以令人驚豔的作品開創新風格的GFRIEND受到众多海外知名媒体，包括美国《福布斯》在内等的好评，以K-POP代表女團之一的身份，展現了其全球影響力。

### 2021年
百萬銷售量女團
2月11日，专辑日韩總銷售量正式突破一百万，成為韩国乐坛史上第八组達成该里程碑的女子组合。
全員不續約
5月18日，所屬經紀公司SOURCE MUSIC無預警发表官方声明，宣布与GFRIEND全员的專屬合約将于4天後的5月22日届满，GFRIEND原有日程被取消。SOURCE MUSIC方面表示：「雙方經過長時間的思考與深入討論後，和成員們達成共識不再續約，決定各自在各自的道路上展現更好的面貌；雖然雙方的緣份已結束，但非常感謝成員們六年來陪伴公司一同成長，衷心為成員们未來的發展應援以及祝福GFRIEND各位成員今後都能有更好的發展。」
全員亲笔信
5月19日，据业内相关人士透露，GFRIEND全员在确定与原经纪公司的專屬合約结束后，目前正在慎重地商讨并表示整理完毕后，将会亲自向粉丝们表达各自的立场，活动走向以及未来计划。同日晚上10时整，全员在Weverse平台上传了各自的亲笔信，感谢六年来一直给予支持以及陪伴她们一路走过来的成员们、公司全体工作人员、曾经合作過的所有人以及粉丝们「Buddy」；感谢这段时间大家对GFRIEND的喜爱；也对无法遵守与粉丝们的承诺表达歉意。
所愿：「2015年1月實現了像夢一般的出道，與各位Buddy相遇是我人生中最幸運的事；我覺得現在面對的不是結束，而是一個更加充實的開始；雖然官方GFRIEND活动已经劃下句點，但我們並沒有結束，希望大家不要太難過；儘管會擔心未來走的是沒有看過的路，但只要想著有一直在為我們加油的Buddy，我就能繼續努力下去了；被突如其來的消息嚇到的Buddy，真的很抱歉，我愛你們；我以後會以更好的模樣報答大家的。」
睿隣：「6年來的時間就像夢一般，現在要從夢裡醒來了嗎？一直以来接受太多的愛，為了報答，我總是努力地做好自己，想要以帥氣的舞台回報大家；這些再也無法倒流的時光，對我來說永遠無法忘記；無論發生甚麼事情都用愛包容我们的Buddy，謝謝你們，都是因為有你們在，我才能拋開所有疲憊一直走到今天，以後我也會牢記這段時光努力生活的；謝謝你們讓我在20代時留下了美好的回憶；我愛你們，以後也會更愛你們的。」
银河：「我一直在想，要用怎樣的言語才能讓Buddy快樂呢？此時此刻的我，該說甚麼才能安慰Buddy呢？無論何時，只要想到粉絲們的應援和歡呼聲，都会给我很大的力量，這對我來說真的是非常幸運的事；過去的這6年，是我最美麗、最幸福的6年，這個事實永遠不會改變，很感謝你們成為GFRIEND堅強的Buddy；未來無論身處何處，我都會為了繼續唱歌而努力，盡全力報答與大家一起度過的美好回憶；謝謝大家，我愛你們，我們的Buddy。」
裕株：「雖然我常常會用文字來表達我的心情，但這還是我第一次抱著這麼多想法和回憶寫信給大家；託各位的福，作為GFRIEND成員活動的每一天都非常珍貴；对我來說是全世界最珍貴的Buddy，看著我們站上舞台的表情、眼神與聲音，我永生難忘，會一直將它珍藏在心底最溫暖的位置；謝謝你們守護沒有那麼堅強的我，為了不以悲傷為這段時間劃上句點，以後也會繼續為各位展現更好的面貌；再和大家說一次，我愛你們，謝謝你們。」
信飞：「作為GFRIEND信飛活動的這6年，Buddy一直是我們可靠的後盾與動力，多虧有你們，我才能收到這樣過多的關愛和支持，真的非常幸福，也很感謝有機會能展現好的歌曲和舞台；虽然再也不能以GFRIEND的名義與Buddy遵守長久見面的約定，但我會記得這句話的重量，努力不讓這顆心變得浮躁；過去6年的回憶是論誰都無法取代的幸福時光；對我來說，一直以來都像是禮物一樣的成員們，還有我們Buddy，真的非常感謝，也很抱歉，我愛你們。」
严智：「要與6年來融入我日常生活的許多事物進行感激與道別了；无论再怎麼裝作堅強地問候大家，只要一想到希望我們幸福和給予我們支持的Buddy，我很抱歉；我很想安慰因為收到突如其來的道別而受傷的我們Buddy，希望我的心意能傳達給你們，就算只有一點點也好；無論是過去、現在還是未來，真的很感謝你們；雖然我覺得日子還是會照舊，但以後也要適應很多陌生的時間，即使害怕，但為了所有關注我的人，我會勇敢堅強地邁進；在看得见與看不見的地方都一起經歷了許多事物的我最珍貴的成員們，如果沒有你們，我不會有現在的一切，謝謝你們，我愛你們；最後想對我們Buddy再說一次，我真的很想念你們，很愛你們。」
官方社群媒體相关內容和服務公告
5月21日，公司再度发表声明，宣布將繼續保留GFRIEND現有的全部社群媒體；Buddy会员资格将在剩余的有效期限内进行退款；被選中參加《回：LABYRINTH》簽售纪念會的人將会提供退款；与GFRIEND相關的IP服務，包括「HYBE INSIGHT」和「SuperStar GFRIEND」不會立即中断，预计会在一定时间依此终止；並表示：「首先，對於突然公布藝人專屬合約終止的消息，造成粉絲們的擔心我们深表歉意；因为这突如其來的消息，讓許多人感到惋惜和混亂，為了傳达讓各位期待的消息，藝人與公司都努力到了最後一刻，但還是沒能有期盼的結果，真的非常抱歉；同时也真心感謝一直以來毫無保留地喜愛並支持GFRIEND的粉絲們；GFRIEND以多樣化的風格、表演和歌曲開創了女團的新時代，以不斷成長和發展的面貌深受很多人的喜愛；特別是作爲'GFRIEND'在一起的時候，比任何人都要閃耀，是帥氣的藝人和團隊；希望大家可以一如既往地给予即将爲新的出發邁開腳步的GFRIEND成員們支持与喜愛；再次郑重地向各位低头表示感谢。」

### 合約到期不續約
5月22日，全员與SOURCE MUSIC合約到期不續約；於4月6日举办且於5月8日所播出的「2021 ONTACT G-KPOP演唱会」是成员们以GFRIEND名义参与的最后一场官方行程；於2020年11月9日所推出的《回：Walpurgis Night》为她们生涯最后一张作品；结束了为期长达六年四个月的团体活动。官方社群媒体於韩国时间傍晚6时整上传了两则贴文，並附上成员们的团体照片，表示：「謝謝你們成爲GFRIEND永遠記得的Buddy，我們一起唱過的歌将會永遠闪耀着」「在冬天的盡頭与GFRIEND見面，能和Buddy看到春天的開始，明天也會幸福的」，与粉丝进行了最后的道别。
全體成員，尤其隊長所愿多次強調團體只是與原公司Souce Music的合約到期，而並未解散。她在多次採訪和社交媒體上表示，GFRIEND的成員們依然保持聯繫，並有強烈的願望在未來能夠再次以完整體進行活動。

### 商標權
2021年3月11日，SOURCE MUSIC向特許廳提交了共18份針對「G-Friends」的商標註冊申請書，其中包括臨時表演、演唱會表演、書籍、雜誌、CD、DVD、音源等，特許廳以違反商標法第34條第1款第6項、第34條第1款第7項及第34條第1款第11項為由拒絕相關申請，特許廳駁回的理由增加了以"GFRIEND"團隊活动的可能性。2023年1月3日，所有有關商標權之申請書被全數拒絕。

### 日本官網淪陷爭議
2024年7月，GFRIEND的粉絲發現，GFRIEND的日本官方網站因域名未續約而被一個宣傳賣春服務和成人用品的網站接管。這一事件引發了粉絲的震驚和不滿。該網站上充滿了有關「乾爹」以及如何在賣春行業賺錢的內容。粉絲們對於這一情況感到非常失望，認為這是對該團體的不尊重。由於SOURCE MUSIC對「GFRIEND」商標的所有申請均被拒絕，導致該域名未能被有效保護，最終被其他網站接管。

### 2025年出道十週年企劃
據《JOYNEWS24》報導，GFRIEND正在籌備一個新企劃。該專案由SOURCE MUSIC負責。1月5日，時隔四年以完整體出席《第39屆金唱片獎》，在頒獎典禮上，全員以出道歌曲Glass Bead鈴聲登場，表演了代表歌曲Time for the moon night、Rough及新歌曲Season of Memories。在節目《李泳知的Rainbow》中全員再次強調，團體沒有解散，只是與前公司SOURCE MUSIC不續約及準備許久在GFRIEND十周年慶祝活動。1月13日，發行特別專輯《Season of Memories》，有關十週年概念照被用作2026年SAT教材封面。1月17日，在首爾舉行首場十週年演唱會，並在日本、香港及台灣舉行總共十場演唱會，完成了十週年企劃的所有行程。

## 團體側寫
團體爲少數沒有特別問候語的女團之一，出道後以「Power清純」、「熱血朦胧」概念為代表，其中「Power清純」概念較為出名，被稱為「清純風格的教科書」。與此同時，因團體從出道新人到成為頂級女子偶像組合代表的職業生涯，被稱為「中小經紀公司的奇蹟」及「白手興家偶像」。音樂多以結合電吉他及弦乐器編曲為主，與J-pop的抒情音樂相似；編舞以亮點舞蹈為基礎 ，同時舞蹈實力以整齊及強度大而聞名，賦予「刀群舞」代表的名譽。由於團體以強勁的表演與清純的視覺造成強烈反差，亦被稱為「GODFRIEND」。

### 粉絲名稱
官方粉絲名為「Buddy（韓語：버디)」。

### 應援物及應援色
官方應援物為一代手灯（玻璃珠棒）；二代手灯（夜空棒）；日本手灯；及三代手燈（10週年演唱會推出）；。
官方應援色為 Cloud Dancer（Pantone 11-4201）、Scuba Blue（Pantone 16-4725）和 Ultra Violet（Pantone 18-3838）

## 成就與榮譽

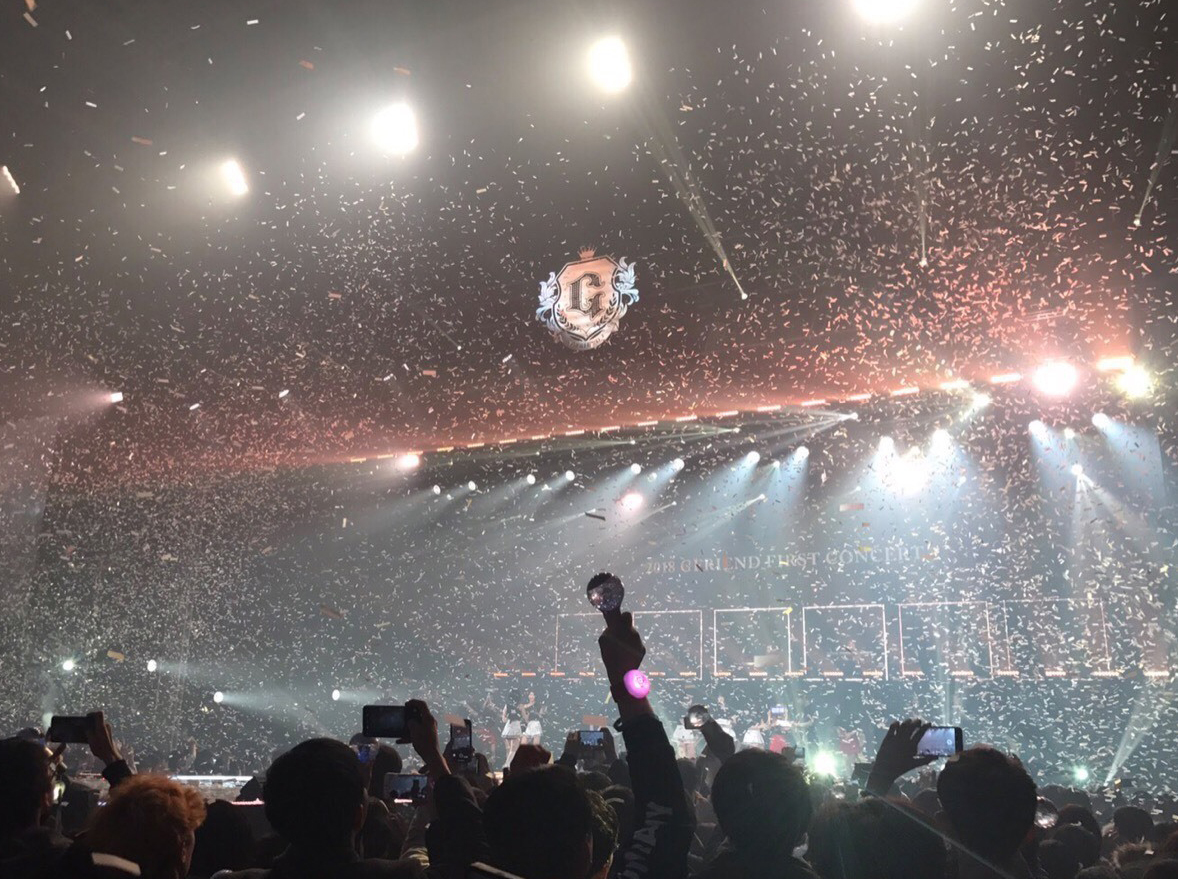
於2018年1月6日於首爾奧林匹克大廳舉行首次單獨演唱會「Season of GFRIEND

作为2015年出道的新人组合，雖然所屬的公司規模較小，但GFRIEND出道後得到的關注度卻可以跟大型公司的女團相比。
2015年，她们於11月7日贏得出道以来首個獎項，在第7屆甜瓜音樂獎獲頒新人賞；随后也囊括多个頒獎典禮的最佳新人獎項。2016年，成为韩国乐坛史上第三组达成PAK的女子组合；共获得29座音乐节目冠軍，缔造当时女團單年内获得一位总次数的新纪录；随后獲頒當屆MAMA和MMA的最佳表演獎項。2017年，榮登韓國福布斯名人榜第24名和成爲首組獲頒MTV歐洲音樂大獎最佳韩国艺人奬的女團。2018年，荣获最佳女子组合和成爲第三组达成六台音樂節目冠軍的女團。2019年，取得生涯第50座音樂節目冠軍，為史上第四组達成该里程碑的女團。2020年，成為《THE SHOW》自2014年颁发一位以来獲獎最多的歌手和首組獲邀登上葛萊美博物館專訪“Mini Masterclass”的韓國女團。
根据韩国综合排行榜单Gaon Chart，GFRIEND凭借〈今天开始我们〉成爲史上首组达成串流媒体播放次數破亿的女團。〈時間流逝〉於2017年第3周串流量正式突破1亿，成为她们第二首达成此纪录的歌曲。两首歌曲先后分别於2017年第48周和2018年第24周达成Gaon榜数位下载250万的纪录。2018年，〈時間流逝〉和〈你還有我〉被收錄於韩国音樂教科書中。2020年12月1日，韓國最大音源網MelOn公開2010年代「10年音源榜」榜單Top 100，〈時間流逝〉和〈今天开始我们〉位居第59名和第67名；以两首歌曲入榜的佳绩排行女團总季军。GFRIEND亦為首隊由非傳統三大娛樂經紀公司（SM娛樂、JYP娛樂、YG娛樂）和选秀节目出身而獲得多項殊榮的女團，而至今所發表的音樂作品，讓她们在音樂頒獎典禮共獲頒33個獎項，取得71座音樂放送節目冠軍，在韩国乐坛历届女團中排行第6名。

## 音樂作品
| 韓語 正規專輯 2016-07-11《 L.O.L 》 2019-01-14《 Time for us 》 2020-11-09《 回：Walpurgis Night 》 迷你專輯 2015-01-15《 Season of Glass 》 2015-07-23《 Flower Bud 》 2016-01-25《 Snowflake 》 2017-03-06《 The Awakening 》 2017-08-01《 PARALLEL 》 2018-04-30《 Time For The Moon Night 》 2019-07-01《 Fever Season 》 2020-02-03《 回：LABYRINTH 》 2020-07-13《 回：Song of the Sirens 》 改版專輯 2017-09-13《 Rainbow 》 夏日迷你專輯 2018-07-19《 Sunny Summer 》 特別專輯 2025-01-13《 Season of Memories 》 | 日語 精選專輯 2018-05-23《 今天開始的我們～GFRIEND 1st BEST 》 正規專輯 2019-11-13《 Fallin' Light 》 單曲 2018-10-10《 Memoria/夜(Time for the moon night) 》 2019-02-13《 SUNRISE 》 2019-03-13《 FLOWER 》 數位單曲 2020-10-14《 回:LABYRINTH ~Crossroads 》 2020-10-21《 回:Song of the Sirens ~Apple 》 |

## 影視作品

### 專屬綜藝節目
| - 2015：《GFRIEND! 拜託了，小狗》 - 2015：《美好的一天 Season 8》 - 2016：《GFRIEND，去哪裡？！》 - 2016：《Showtime Mamamoo X GFriend》 - 2016：《GFRIEND所愛的歐洲》 - 2017：《The Friends in 亞得里亞海》 - 2019：《G-LOG》 - 2019：《GFRIEND Summer Vacation in 沖縄》 - 2020：《GFRIEND's MEMORIA》 - 2020：《GFRIEND's MEMORIA in Yangyang》 - 2020：《GFRIEND's MEMORIA - ONE-HALF》 - 2020：《GFRIEND's MEMORIA in Gapyeong》 - 2020：《GFRIEND's MEMORIA in Buddy High School》 | - 2021：《GFRIEND's MEMORIA - New Year's Party》 - 2021：《GFRIEND's MEMORIA - The Cooking Show》 - 2021：《GFRIEND's MEMORIA - Detective GFRIEND》 - 2021：《GFRIEND's MEMORIA - Talk Show》 - 2021：《GFRIEND's MEMORIA - Home Together》 - 2021：《GFRIEND's MEMORIA - Game FRIEND 》 |

## 出版物

### 年曆
| 年曆 # | 年曆資料                                                                                    | 內容 |
| ------ | ------------------------------------------------------------------------------------------- | --- |
| 1st    | 《GFRIEND 2016 Season's Greetings》 - 發行日期：2015年12月24日 - 語言：韓語 - 價格：₩33,000 | 內容 1. 2016橫式桌上型年曆 2. 2016行事曆 (內含GFRIEND寫真圖) 3. 日記本 4. 照片卡七張 5. 海報                                                                        |
| 2nd    | 《GFRIEND 2017 Season's Greetings》 - 發行日期：2016年12月16日 - 語言：韓語 - 價格：₩33,000 | 內容 1. 桌曆 (27頁) 2. 日記本 (210頁) 3. 照片卡六張 4. Special Clip DVD (27分鐘) 5. Clear Cards六張 6. 海報                                                         |
| 3rd    | 《GFRIEND 2018 Season's Greetings》 - 發行日期：2017年12月16日 - 語言：韓語 - 價格：₩33,000 | 內容 1. 桌曆 2. 日記兩本 (164p, 148p) 3. 特別影片DVD (12分鐘) 4. 迷你桌曆 5. 海報 6. 照片卡七張                                                                     |
| 4th    | 《GFRIEND 2019 Season's Greetings》 - 發行日期：2018年12月12日 - 語言：韓語 - 價格：₩40,000 | 內容 1. 桌曆 2. 日記本 (200p) 3. 特別影片DVD (12分鐘) 4. 海報 5. 照片卡七張 6. 貼紙二張 7. 鉛筆三支 8. 香水紙一張                                                   |
| 5th    | 《GFRIEND 2020 Season's Greetings》 - 發行日期：2019年12月10日 - 語言：韓語 - 價格：₩40,000 | 內容 1. 桌曆 2. 寫真書 3. 筆記本組三本 (月曆筆記本/日曆筆記本/記帳本) 4. HALLI GALLI寫真小卡組 (84張) 5. 花環 6. 迷你海報七張 7. 特別影片DVD (28分鐘) 8. 可立式相片 |
| 6th    | 《GFRIEND 2021 Season's Greetings》 - 發行日期：2020年12月16日 - 語言：韓語 - 價格：₩40,000 | 內容 1. 桌曆 2. 寫真書 (88p) 3. 迷你筆記本 (96p) 4. 特別影片DVD (38分鐘) 5. 小卡組 6. 硬相片 7. ID照片六張 8. 小分隊明信片 + 四格照片組 9. PARTY PICK               |

### 寫真書
| 寫真書 # | 寫真書資料                                                                                     | 內容                                                                    |
| -------- | ---------------------------------------------------------------------------------------------- | ----------------------------------------------------------------------- |
| 1st      | 《GFRIEND THE 1ST PHOTOBOOK》 - 發行日期：2019年4月25日 - 語言：韓語 - 價格：₩44,000           | 內容 1. 寫真書 (188p) 2. 幕後花絮DVD (65分鐘) 3. 明信片一張 4. 小卡一張 |
| 2nd      | 《GFRIEND THE 2ND PHOTOBOOK [CHOICE]》 - 發行日期：2020年10月14日 - 語言：韓語 - 價格：₩44,000 | 內容 1. 寫真書 (112p) 2. 幕後花絮DVD (14分鐘) 3. 明信片書 (14p)         |

## 演唱會及其他演出
粉絲見面會
- 2017年：GFRIEND The 1st FAN MEETING「Dear. Buddy」
- 2017年：GFRIEND FAN MEETING in Bangkok 2017「Dear. Buddy」
- 2019年：GFRIEND The 2nd FAN MEETING「Dear. Buddy - Cross the Sunset」
- 2020年：GFRIEND JAPAN 1st FAN MEETING「MY BUDDY」
- 2020年：GFRIEND The 3rd FAN MEETING「Dear. Buddy - Make a Wish」

演唱會
- 2017年：GFRIEND 首場迷你演唱會《GFRIEND 1st Mini Concert》
- 2018年：GFRIEND 首場單獨暨巡迴演唱會《GFRIEND 1st CONCERT「Season of GFRIEND」》
- 2019年：GFRIEND 亞洲巡迴演唱會《GFRIEND 2019 ASIA TOUR「GO GO GFRIEND」》
- 2020年：GFRIEND 首場線上演唱會《GFRIEND ONLINE CONCERT「GFRIEND C:ON」》
- 2025年：GFRIEND 十週年巡迴演唱會《GFRIEND 10th Anniversary <Season of Memories>》

日本巡迴演唱會
- 2018年：GFRIEND SUMMER LIVE IN JAPAN 2018
- 2019年：GFRIEND SPRING TOUR 2019 BLOOM

## 遊戲
- Super Star GFRIEND

2020年5月15日，DALCOMSOFT 的官方頻道回顧 GFRIEND 出道以來的精華片段，並透露將於 SOURCE MUSIC 合作，推出〈Super Star GFRIEND〉手機遊戲。

5月17日，〈Super Star GFRIEND〉公開遊戲推出時間表，並於隔天5月18日進行遊戲預售。6月6日公開官方宣傳影片。

6月8日至6月10日，釋出〈Super Star GFRIEND〉的成員試玩片段，並於6月15日正式推出遊戲。

2021年12月27日，〈Super Star GFRIEND〉發聲明將於2022年1月27日中午12時停止服務。但發聲明當天遊戲已從App Store及Google Play下架。

2022年1月27日中午12時，〈Super Star GFRIEND〉停止服務。
2025年1月7日至4月8日期間，為慶祝十週年限時重新開放。

## 獎項

### 主要音樂節目榜單排名
| 主打歌曲排名成績 | 主打歌曲排名成績 | 主打歌曲排名成績      | 主打歌曲排名成績    | 主打歌曲排名成績       | 主打歌曲排名成績 | 主打歌曲排名成績        | 主打歌曲排名成績     | 主打歌曲排名成績 | 主打歌曲排名成績 |
| --- | --- | --------------------- | ------------------- | ---------------------- | ---------------- | ----------------------- | -------------------- | ---------------- | ---------------- |
| 專輯 | 歌曲 | Mnet 《M! Countdown》 | KBS2 《Music Bank》 | MBC 《Show! 音樂中心》 | SBS 《人氣歌謠》 | MBC M 《Show Champion》 | SBS MTV 《THE SHOW》 | 冠軍曲次數       | 備註             |
| 2015年 | |                       |                     |                        |                  |                         |                      |                  |                  |
| Season of Glass | Glass Bead | 6                     | 18                  | 17                     | 9                | 8                       | 3                    | 0                | 出道             |
| Flower Bud | Me Gustas Tu | 4                     | 4                   | 6                      | 3                | 3                       | 2                    | 0                | [ 251 ]          |
| 2016年 | |                       |                     |                        |                  |                         |                      |                  |                  |
| Snowflake | Rough | [1]                   | {1}                 | <HOT3>                 | [1]              | [1]                     | (1)                  | 15               | 五台冠軍曲       |
| L.O.L | NAVILLERA | [1]                   | [1]                 | (HOT3)                 | [1]              | (1)                     | [1]                  | 14               | 五台冠軍曲       |
| 2017年 | |                       |                     |                        |                  |                         |                      |                  |                  |
| The Awakening | FINGERTIP | 2                     | 3                   | (HOT3)                 | 2                | 3                       | (1)                  | 2                | [ 252 ]          |
| PARALLEL | LOVE WHISPER | 2                     | 1                   | 2                      | 1                | 1                       | 1                    | 4                | 四台冠軍曲       |
| Rainbow | Summer Rain | 1                     | 5                   | /                      | 5                | 2                       | 1                    | 2                | 兩台冠軍曲       |
| 2018年 | |                       |                     |                        |                  |                         |                      |                  |                  |
| Time For The Moon Night | Time for the Moon Night | 1                     | (1)                 | (1)                    | (1)              | (1)                     | 1                    | 10               | 六台冠軍曲       |
| Sunny Summer | Sunny Summer | 4                     | 4                   | 9                      | 8                | 6                       | 2                    | 0                | 夏日特輯         |
| 2019年 | |                       |                     |                        |                  |                         |                      |                  |                  |
| Time for us | Sunrise | 1                     | 1                   | 1                      | 1                | 1                       | 1                    | 6                | 六台冠軍曲       |
| Fever Season | Fever | 1                     | 1                   | 1                      | 1                | 1                       | 1                    | 6                | 六台冠軍曲       |
| 2020年 | |                       |                     |                        |                  |                         |                      |                  |                  |
| 回：LABYRINTH | Crossroads | (1)                   | 1                   | 2                      | 1                | 1                       | (1)                  | 7                | 五台冠軍曲       |
| 回：Song of the Sirens | Apple | 1                     | 8                   | 10                     | 2                | 1                       | 1                    | 3                | 三台冠軍曲       |
| 回：Walpurgis Night | MAGO | 2                     | 5                   | 20                     | 3                | 1                       | 1                    | 2                | 兩台冠軍曲       |
| 2025年 | |                       |                     |                        |                  |                         |                      |                  |                  |
| Season of Memories | Season of Memories | 4                     | 4                   | 7                      | 15               | 停播                    | 停播                 | 0                | [ 258 ]          |
| \| - 「*」：打榜中 - 「(1)」：兩星期冠軍 - 「[1]」：三星期冠軍 - 「{1}」：四星期冠軍 - 「/」表示未有相關資料 - 「 」：該段時期未設立排行榜 \| - MBC宣佈2015年11月21日起由節目選出當週HOT3。 - 音樂中心於2017年4月22日恢復排名制。 - 「(HOT3)」：兩星期HOT3 - 「<HOT3>」：五星期HOT3 - 取得《M! Countdown》、《人氣歌謠》、《Show Champion》及《THE SHOW》三週一位後，排名自動除外 \| | |                       |                     |                        |                  |                         |                      |                  |                  |
| - 「*」：打榜中 - 「(1)」：兩星期冠軍 - 「[1]」：三星期冠軍 - 「{1}」：四星期冠軍 - 「/」表示未有相關資料 - 「 」：該段時期未設立排行榜 | - MBC宣佈2015年11月21日起由節目選出當週HOT3。 - 音樂中心於2017年4月22日恢復排名制。 - 「(HOT3)」：兩星期HOT3 - 「<HOT3>」：五星期HOT3 - 取得《M! Countdown》、《人氣歌謠》、《Show Champion》及《THE SHOW》三週一位後，排名自動除外 |                       |                     |                        |                  |                         |                      |                  |                  |

| 各台冠軍歌曲獎座統計                                        | 各台冠軍歌曲獎座統計 | 各台冠軍歌曲獎座統計 | 各台冠軍歌曲獎座統計 | 各台冠軍歌曲獎座統計 | 各台冠軍歌曲獎座統計 | HOT3歌曲統計           |
| ----------------------------------------------------------- | -------------------- | -------------------- | -------------------- | -------------------- | -------------------- | ---------------------- |
| Mnet                                                        | KBS                  | MBC                  | SBS                  | MBC M                | SBS MTV              | MBC 《Show! 音樂中心》 |
| 13                                                          | 13                   | 4                    | 12                   | 13                   | 16                   | 9                      |
| 一位總數：71                                                | 一位總數：71         | 一位總數：71         | 一位總數：71         | 一位總數：71         | 一位總數：71         | HOT3歌曲總數：3        |
| 四台冠軍歌曲總數：1 五台冠軍歌曲總數：3 六台冠軍歌曲總數：3 |                      |                      |                      |                      |                      | HOT3歌曲總數：3        |

## 註解
1. ↑  諺文／中文 羅馬字
2. ↑  Sowon取自「GFRIEND所有的願望都實現吧」的意思。
3. 來源出自Showchampion behind EP.17，Sowon身份證上的漢字本名可推測為「金韶情」。[8]
4. ↑  Yerin取自睿智的「睿」，鄰人的「隣」，是睿智的鄰家女孩的意思。
5. Yerin的漢字本名「鄭睿隣」來源是出自在韓國媒體網站Sports Seoul的採訪稿中。根據採訪稿上顯示的內容，Yerin的漢字本名為「鄭睿隣」。[7]
6. ↑  睿隣本人在2020年8月2日的vlive中，表示她實際是在首爾出生，只是童年時在仁川桂陽區曉星洞成長。
7. ↑  Eunha是「如銀河般眾星閃耀的少女」的意思。
8. Eunha的漢字本名「丁恩妃」來源是出自在韓國媒體網站的이력서採訪稿中。根據採訪稿上顯示的內容，Eunha的漢字本名為「丁恩妃」而非「鄭恩妃」。
9. ↑  Yuju於The Show正名，是「GFRIEND根基」的意思。
10. 本名無表記漢字。「유나」是「富裕之國」的意思，但多被音譯作裕娜。
11. ↑  「擁有神秘魅力的少女」的意思，取其諧音「信飛」。
12. SinB的漢字本名「黃恩妃」來源是出自在韓國媒體網站的이력서採訪稿中。根據採訪稿上顯示的內容，SinB的漢字本名為「黃恩妃」而非「黃恩菲」。
13. ↑  「GFRIEND吉祥物」的意思。「엄지」為「豎起大拇指（很棒）」，並無對應漢字，多譯作嚴智。
14. 本名無表記漢字。「예원」是「耶穌願望」的意思，但多被音譯作藝源。
15. ↑  成员Sowon於2015年2月3日出演MEET&GREET中表示，出道曲MV所出現的分牌11:20是原定出道日期
16. ↑  其後被刷新紀錄，現為上榜時間第六長的歌曲
17. ↑  2015年7月開始，Perfect All Kill為韓國iChart周榜和實時榜及其餘8間音源榜的日榜和實時榜，共18個榜皆獲得第一
18. ↑  2月7日（10小時）、2月8日（18小時）、2月9日（21小時）、2月10日（14小時）、2月11日（3小時）
19. ↑  前四位分别是BIGBANG、2NE1、miss A、SISTAR
20. ↑  前三位分别是少女时代、Apink、MAMAMOO
21. ↑  前七位分别是少女时代、KARA、Apink、TWICE、Red Velvet、BLACKPINK、IZ*ONE
22. ↑  前二位分别是miss A和SISTAR
23. ↑  此纪录直至2017年才被改寫，TWICE以36个冠军刷新纪录
24. ↑  前二位分别是少女时代和Red Velvet
25. ↑  前三位分别是少女时代、TWICE、Red Velvet
26. ↑  其他五组上榜的女團分别是TWICE、BLACKPINK、Red Velvet、MAMAMOO、Momoland
27. ↑  前五位分别是TWICE、少女时代、S.E.S.、FIN.K.L、Red Velvet

## 外部連結
- GFRIEND Daum Cafe （页面存档备份，存于）
- GFRIEND的韓國官網（英文）（日語）（中文）
- GFRIEND的Facebook專頁
- GFRIEND的X（前Twitter）
- GFRIEND的X（前Twitter）（日語）
- GFRIEND的Instagram帳戶
- GFRIEND的Instagram帳戶（日語）
- GFRIEND的TikTok （页面存档备份，存于）
- YouTube上的GFRIEND頻道
- GFRIEND的V LIVE頻道
- GFRIEND的新浪微博（简体中文）